# Caos (cosmogonia)

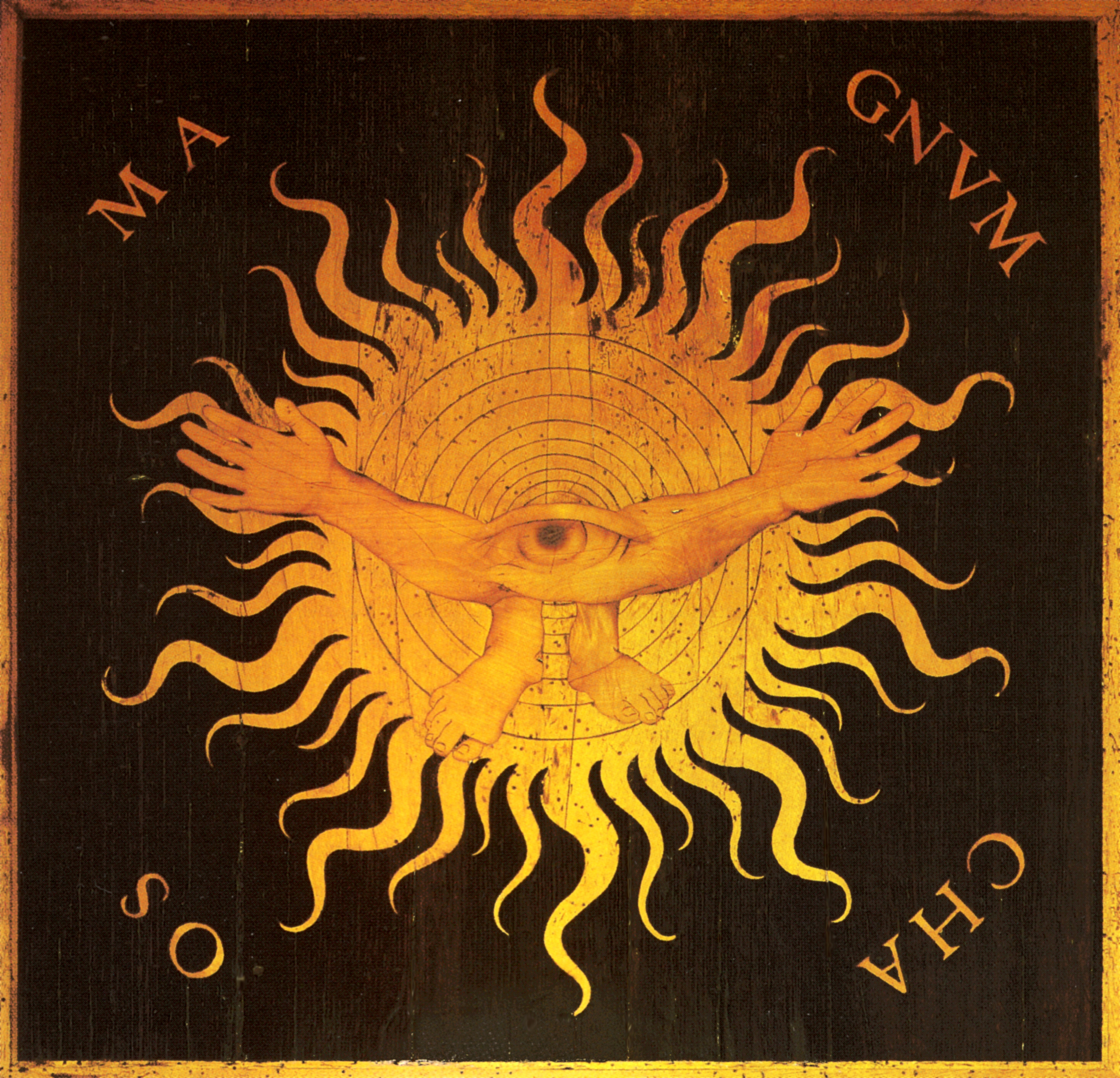
Magnum Chaos representado por Lorenzo Lotto, no Basílica de Santa Maria Maior em Bérgamo.

Caos é um estado vazio mitológico que precede a criação do universo (cosmo) no mito da criação na tradição grega, ou ao "hiato" inicial citado para a separação original do céu e da terra da tradição abraâmica.

## Etimologia
A palavra Caos, de origem grego antigo χάος, kháos, que significa vazio, enorme espaço vazio, profundo, abismo, derivada ao verbo Caótico, de origem grego antigo χάσκω, kháskō e χαίνω, khaínōf, que significa bocejar, seja bem aberto, vêm da língua protoindo-europeia *ǵʰeh₂n-, que significa ficar boquiaberto, bocejar.

## Descrição nas religiões
Na mitologia babilônica, o mito Enuma Elish narra o caos preexistente consiste em água doce, Apsu, bem como água salgada, Tiamat. Este último deu à luz o deus Marduque, que criou o céu e a terra dos restos mortais de seu progenitor. Na mitologia grega, o mito Hesíodo narra o primeiro deus Caos, do vazio primitivo e escuro que precede toda a existência. Dele, surge Gaia (a Terra), e outros seres divinos primordiais: Eros (amor), Tártaro (abismo) e Érebo (escuridão). Na Bíblia, águas primordiais do abismo (tehom) que cobria a Terra sem forma e vazia (tohu va-bohu), então Deus (Elohim) criou o firmamento para dividi-las em duas para acima e embaixo da Terra.